# Equitana
Equitana est un salon pour les sports équestres. Ce salon bi-annuel a eu lieu pour la première fois  en 1972 à Essen, en Allemagne, et se tient régulièrement depuis en Allemagne aux États-Unis et en Australie.

## Australie
Equitana a lieu tous les 2 ans à Melbourne depuis 1999.

## États-Unis
Equitana USA a eu lieu en 1996 à Louisville, au Kentucky. En octobre 2021 il devait avoir lieu au Kentucky Horse Park de Lexington, malgré le COVID-19.